# 江田源三
江田 源三（えだ げんぞう）は、平安時代末期の武将。
源義経の郎党。名は広基。

## 経歴
『義経記』など一部の書物に登場、源頼朝が派遣した土佐坊昌俊らの一行を見過ごしてしまったことで義経から叱責され、名誉挽回のため堀川夜討にて奮戦するも鎌倉勢の矢に射られ、義経に看取られながら絶命したとされている。
なお、源三の存在が書かれているのは『義経記』など一部の書物のみで、『平家物語』や『吾妻鏡』にその存在は記載されておらず、系図なども確認できない。